# Iowa Heartlanders
Az Iowa Heartlanders egy amerikai jégkorongcsapat az iowai Coralville-ben. A csapat 2021-es alapítása óta az ECHL-ben játszik, azon belül a nyugati főcsoportnak a központi divíziójában. A klub a 4 878 férőhelyes Xtream Arenában játszik. A csapat partnerszerződésben áll a National Hockey League-ben szereplő Minnesota Wilddal, illetve az American Hockey League-ben szereplő Iowa Wilddal.

## Története
A csapatot 2021-ben alapították. 

## Helyezések
A csapat először 2025-ben jutott be a rájátszásba, soraiban a magyar válogatott Hadobás Zéténnyel. Az alapszakaszban harmadik helyen végeztek, ezután a rájátszás első körében estek ki.